# Johann Georg von Ilten
Johann Georg von Ilten (* 1688; † 17. April 1749 in Hannover) war braunschweig-lüneburgischer Generalleutnant und zuletzt Gouverneur von Hannover.

## Herkunft
Seine Eltern waren Jobst Hermann von Ilten (1649–1730) aus der hannoverschen Uradelsfamilie von Ilten und dessen Ehefrau Hedwig Lucia Grote (1649–1727). Sein Bruder Thomas Eberhard (1685–1757) wurde Generalkriegskommissar.

## Leben

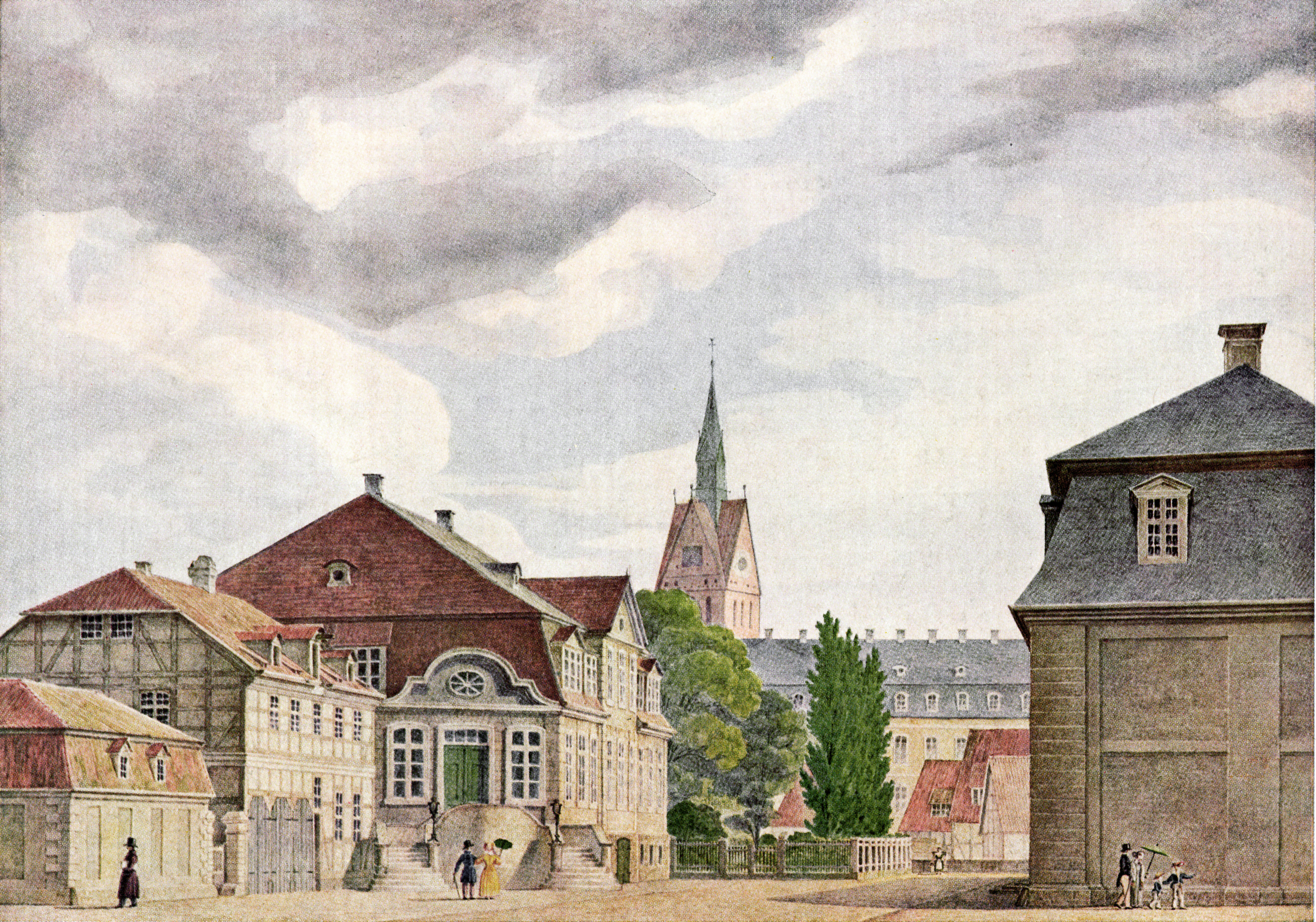
Das ehemalige Wohnhaus (links im Bild) von von Ilten, später von Georg Christian von Wangenheim in der Calenberger Neustadt;
Aquarell von Georg Ludwig Friedrich Laves, 1835

Er war im Jahr 1711 Hauptmann im Infanterie-Regiment Gauvin, im Jahr 1719 wurde er zum Generaladjutant des Generals von Bülow während der Reichsexekution in Mecklenburg.
Er übernahm 1733 die Garde zu Fuß und wurde am 28. Juni 1735 zum Brigadier ernannt und am 7. Juli 1739 Generalmajor. Im Januar 1742 wurde er zum Gouverneur von Hannover ernannt außerdem kam er 1742 in das Korps Pontperin. Im Februar 1743 wurde er noch zum Generalleutnant ernannt und im Mai 1745 übernahm er das Kommando über das Korps in den Niederlanden, welches bis dahin vom General Franz Karl von Wendt geführt wurde. Aber bereits 1746 kam er zurück und der General Georg Friedrich von Sommerfeld übernahm die Einheit. Er starb am 17. April 1749 in Hannover als Kommandeur der Garde, Sommerfeld wurde dann auch hier sein Nachfolger. Sein Epitaph befand sich in der Garnisonskirche in Hannover.

## Familie
Er heiratete 1748 Anna Eleonore Catharina von Wangenheim (* 19. November 1731; † 11. März 1786), eine Tochter des Hofmarschalls August Wilhelm von Wangenheim und Nichte des Generals Georg August von Wangenheim (1706–1780). Die kurze Ehe blieb kinderlos. Nach dem Tod des Generals von Ilten heiratete die Witwe 1752 den Legationsrat Hans Ernst von Hardenberg aus der Linie Hinterhaus Hardenberg.